# مسجد جامع عبدالله نوقاب
مسجد جامع حاج عبدالله نوقاب مربوط به دوره قاجار است و در نوغاب (گناباد)، واقع شده است. این اثر در تاریخ ۱۱ دی ۱۳۸۰ با شماره ثبت ۴۵۷۹ به‌عنوان یکی از آثار ملی ایران به ثبت رسیده است.
مسجد حاج عبدالله در فاصله 2 کیلومتری از مرکز شهرستان در نوقاب (خیابان قائم) واقع می باشد. این بنا مربوط به دوره قاجار می باشد که در زمان پهلوی نیز استحکاماتی به آن افزوده شده، مصالح به کار رفته در این بنا خشت، آجر در ابعاد 27*27، آهک و گچ و کاه گل می باشد.
در سال 80-81 توسط اداره اوقاف-میراث فرهنگی و افراد خیر ،شبستان آن مرمت شده و آجر فرش صحن آن تعویض گردیده، در کنار این مسجد اب انبار و یک حمام قدیمی و ساباط،حسینیه قرار داشته که متاسفانه در طرح تعریض خیابان تخریب شده و فقط مخزن آب انبار باقی مانده است.
از نظر پلان مسجد دارای یک ایوان،در جنوب، دو جبهه رواق در ضلع غرب و شرق و یک شبستان در ضلع شرقی دارد.مساحت کل بنا 850 متر مربع می باشد.
سقف ایوانی به صورت طاق و تویزه پوشش و شبستان آن به صورت گنبدی پوشش یافته است.
مسجد جامع عبدالله نوقاب از نظر ملکی وقفی بوده و متولی آن در اصل حاج عبدالله نوقاب می باشد که دارای موقوفات بسیار زیاد است.